# Vittore IV (antipapa 1138)
Vittore IV, nato Gregorio, detto da Ceccano e anche Conti, perché forse della famiglia dei Conti di Segni (Ceccano, ... – dopo il 1139), è stato un cardinale italiano, eletto antipapa nel 1138 per alcune settimane, fino alla riconciliazione col papa.

## Biografia
Fu creato cardinale da papa Pasquale II con il titolo di cardinale presbitero dei Santi XII Apostoli nel 1102.

### La prima revoca cardinalizia
Divenuto un accanito censore del comportamento di papa Pasquale nei confronti dell'imperatore Enrico V per la concessione fattagli nel cosiddetto "privilegio di ponte Mammolo" del 12 aprile 1112 (diritto imperiale a investire vescovi e abati eletti prima della conferma papale) si espresse duramente nel corso del sinodo Lateranense del marzo 1112, che dichiarò nulla la concessione del citato privilegio. 
Pare che tale comportamento sia stato la causa della revoca della nomina a cardinale da parte dello stesso Pasquale II.

### Il reintegro ed il conclave del 1130
Nel concistoro del dicembre 1122, papa Callisto II lo reintegrò nella carica e nel titolo cardinalizio.
Durante l'elezione papale del 1130 il cardinale Gregorio Conti si schierò a favore di Anacleto II, venendo così subito dopo deposto da papa Innocenzo II, eletto anch'egli papa in contrapposizione ad Anacleto; Innocenzo risulterà poi il pontefice legittimo.

### Antipapa
Il 13 marzo 1138 Gregorio fu eletto, su suggerimento della famiglia nobile romana dei Pierleoni, come successore di Anacleto II, assumendo il nome di Vittore IV. 

### Il ritorno all'obbedienza romana
Fu però poco dopo a dimettersi dall'influenza di Bernardo di Chiaravalle e fece atto di sottomissione, con altri cardinali fino ad allora di obbedienza di Anacleto II, a papa Innocenzo II il 29 maggio dello stesso anno. Questi li perdonò e reintegrò anche Gregorio Conti nella carica e nel titolo circa due mesi dopo. Si ritirò nell'abbazia rettoria di Sant'Egidio in Fontanella (oggi a Sotto il Monte Giovanni XXIII).
Tuttavia, un anno dopo, in occasione del secondo concilio lateranense, papa Innocenzo II si ricredette, revocando perdono e reintegro ai cardinali già seguaci di Anacleto, tra i quali Gregorio Conti.
La data della sua morte è sconosciuta, ma sicuramente successiva al 1139, forse nel 1140.

## Conclavi
Nel corso del suo cardinalato Gregorio partecipò ai conclavi:
- conclave del 1124, che elesse papa Onorio II
- conclave del 1130, che si divise in due: una parte, considerata successivamente legittima, elesse papa Innocenzo II; l'altra, cui partecipò Gregorio, elesse l'antipapa Anacleto II
- elezione del 1138, che lo elesse papa ma che non fu considerata valida